# Juri Dmitrijewitsch Burago

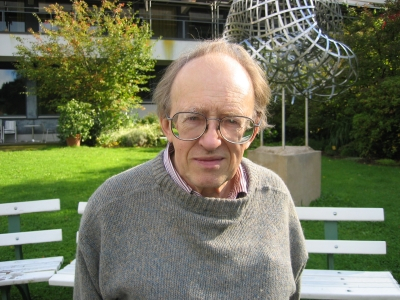
Juri Burago 2006 in Oberwolfach

Juri Dmitrijewitsch Burago (russisch Юрий Дмитриевич Бураго, engl. Transkription Yuri Dmitrievich Burago; * 21. Juni 1936) ist ein russischer Mathematiker, der sich mit Geometrie (speziell Differentialgeometrie und konvexer Geometrie) beschäftigt.
Burago studierte an der Universität Leningrad und promovierte und habilitierte sich dort bei Wiktor Abramowitsch Salgaller und Alexander Danilowitsch Alexandrow (russischer Doktorgrad 1969). Er ist zurzeit Leiter der Abteilung für Geometrie und Topologie am Steklow-Institut in Sankt Petersburg.
Zu seinen Doktoranden zählt Grigori Perelman, mit dem er auch zusammen mit Michail Leonidowitsch Gromow 1992 einen Übersichtsartikel über Alexandrov-Räume publizierte.
Für 2014 wurde ihm der Leroy P. Steele Prize zugesprochen für sein Buch mit Dmitri Burago (* 1964) und Sergei Wladimirowitsch Iwanow A course in metric geometry.
Sein Sohn Dmitri Burago ist Mathematik-Professor an der Pennsylvania State University und war ebenfalls am Steklow-Institut.

## Schriften
- mit Zalgaller: Geometric Inequalities, Springer 1988, Grundlehren der Mathematischen Wissenschaften
- mit Dmitri Burago, Sergei Ivanov: A Course in Metric Geometry, American Mathematical Society 2001
- Herausgeber mit Zalgaller: Geometry III, Theory of Surfaces, Springer 1992 (Encyclopedia of Mathematical Sciences)
- mit Wladimir Masja: Potential theory and function theory of irregular regions, New York, Consultants Bureau 1969
- Isoperimetric inequalities in the theory of surfaces of bounded external curvature, New York, Consultants Bureau 1970